# Branitelj
Branitelj je odvjetnik koji tijekom kaznenog postupka pruža pravnu pomoć optuženiku. Branitelj može kod lakših kaznenih djela iznimno biti i odvjetnički pripravnik. Optuženi sam odlučuje hoće li u postupku imati branitelja ili ne, a ako ga ne može platiti, država mu ga je dužna dodijeliti besplatno (u zakonodavstvima mnogih država).

## Također pogledajte
- Pravna obrana
- Tužitelj